# François Roca
Pour les articles homonymes, voir Roca.
François Roca est un illustrateur français né le 17 avril 1971 à Lyon.

## Biographie
Natif de Lyon, François Roca étudie d'abord au lycée La Martinière dans la capitale des Gaules, puis à l’École nationale supérieure des arts appliqués à Paris et, enfin, à l'École Émile-Cohl à nouveau à Lyon où il rencontre en 1990 l'auteur et illustrateur Fred Bernard,. Ensuite, il travaille comme illustrateur pour Je bouquine.
Il illustre, le plus souvent en peinture, de nombreux albums avec les auteurs Fred Bernard, Hubert Ben Kemoun ou Marie-Ange Guillaume. Ses ouvrages reçoivent régulièrement des prix.
Il réalise des couvertures de romans pour la jeunesse, comme la série Tom Cox.
François Roca est invité d'honneur de la Fête du livre jeunesse de Villeurbanne en 2003 sur le thème « L'autre ». Il en a réalisé l'affiche et présenté avec Fred Bernard une importante exposition à la Maison du livre, de l'image et du son.
Il est Chevalier des Arts et des Lettres en 2017. 
En 2020, il est sélectionné pour représenter la France, pour le Prix Hans-Christian-Andersen, dans la catégorie Illustration, prix international danois.
De 2019 à 2022, il est sélectionné quatre années d'affilée pour le prix suédois international, le Prix commémoratif Astrid-Lindgren.

## Quelques œuvres

### Illustrations
- Anne Jonas, Solinké du grand fleuve, Albin Michel jeunesse, 1996. Prix Livre Mon Ami
- Fred Bernard, La Reine des fourmis a disparu, Albin Michel jeunesse, 1996. Prix Sorcières 1997, prix Alphonse Daudet-Fontvieille Goncourt Jeunesse 1997, prix Jérôme Main 1996.
- Fred Bernard, Le Secret des nuages, Albin Michel jeunesse, 1997.
- Hubert Ben Kemoun, Un monstre dans la peau, Nathan, 1997.
- Fred Bernard, Le Jardin de Max et Gardenia, Albin Michel jeunesse, 1998.
- Fred Bernard, Le Train jaune[5], Albin Michel jeunesse, 1998.
- Fred Bernard, Cosmos, Albin Michel jeunesse, 1999.
- Fred Bernard, Monsieur Cloud nuagiste, Le Seuil, 1999.
- Fred Bernard, Ushi, Albin Michel jeunesse, 2000.
- Fred Bernard, Jésus Betz[6], Seuil jeunesse, 2001. Prix Baobab, Bourses Goncourt.
- Hubert Ben Kemoun, Terriblement vert, Nathan, 2001
- Fred Bernard, Jeanne et le Mokélé[1], Albin Michel jeunesse, 2001. Prix Alphonse Daudet, prix Goncourt Jeunesse, 2002
- Fred Bernard, La Comédie des Ogres, Albin Michel jeunesse, 2003. Prix Crhrétien de Troyes 2003
- Fred Bernard, L'Homme-Bonsaï[1], Albin Michel jeunesse, 2003.
- Fred Bernard, L'Indien de la tour Eiffel[7], Albin Michel jeunesse, 2004.
- Fred Bernard, Cheval Vêtu, Albin Michel jeunesse, 2005.
- Fred Bernard, Uma, la petite déesse[8],[9], Albin Michel jeunesse, 2006.
- Fred Bernard, Rex et moi, Albin Michel jeunesse, 2007.
- Fred Bernard, Soleil noir[10], Albin Michel jeunesse, 2008
- Fred Bernard, Le Pompier de Lilliputia[11], Albin Michel jeunesse, 2009.
- Tami Lewis Brown, L'incroyable exploit d'Elinor[12] ((en) Soar, Elinor!), Albin Michel jeunesse, 2011
- Fred Bernard, Anouketh, Albin Michel, 2011
- Fred Bernard, La Fille du SamouraïAlbin Michel jeunesse, 2012
- Fred Bernard, Rose et l'automate de l'opéra, Albin Michel Jeunesse, 2013
- Fred Bernard, Anya et Tigre blanc, Albin Michel Jeunesse, 2015
- Fred Bernard, Le fantôme du Cirque d'hiver : raconté par Spirit & Dino, Albin Michel jeunesse, 2016
- Fred Bernard, La malédiction de l'anneau d'or[13],[14], Albin Michel jeunesse, 2017
- Charlotte Moundlic, d'après une nouvelle de Guy de Maupassant, Le papa de Simon[15], Milan, 2017
- Martha Jane Cannary (Calamity Jane), d'après sa correspondance, Calamity Jane[16], Albin Michel jeunesse, 2018
- Charlotte Moundlic, d'après l'ouvrage des frères Grimm, Blanche Neige, Albin Michel, 2019

## Quelques prix et distinctions
- Prix Chrétien de Troyes 1996[17] pour Solinké du Grand Fleuve, avec Anne Jonas
- Prix Sorcières 1997, catégorie Album, pour La Reine des fourmis a disparu, avec Fred Bernard
- "Mention" Fiction Young Adults du Prix BolognaRagazzi 2000, Foire du livre de jeunesse de Bologne[18] (Italie) pour L'île aux trésor de Robert Louis Stevenson, adapté par Claire Ubac
- Prix Baobab 2001[19] pour Jésus Betz, avec Fred Bernard
- Prix Sorcières 2002[20], catégorie Premières Lectures, pour Terriblement vert !, texte de Hubert Ben Kemoun
- Prix Chrétien de Troyes 2003[17] pour La Comédie des Ogres, avec Fred Bernard
- Prix des Incorruptibles 2011[21] pour Le pompier de Lilliputia, avec Fred Bernard
- Prix Nénuphar de l'album jeunesse 2015[22] pour Le pompier de Lilliputia, avec Fred Bernard
- Sélectionné pour représenter la France, pour le Prix Hans-Christian-Andersen 2020 dans la catégorie Illustration[3], prix international danois.
- Sélectionné pour le Prix commémoratif Astrid-Lindgren[4] de 2019 à 2022

Décoration
- Chevalier de l'ordre des Arts et des Lettres 2017[3].

## Expositions récentes
- 2019 : « Parole aux animaux »[23], exposition collective, divers illustrateurs, dont Antoon Krings, Nathalie Novi, François Place, Benjamin Chaud, Olivier Tallec et Shaun Tan, galerie Gallimard, Paris.